# Cabinet des Dépêches

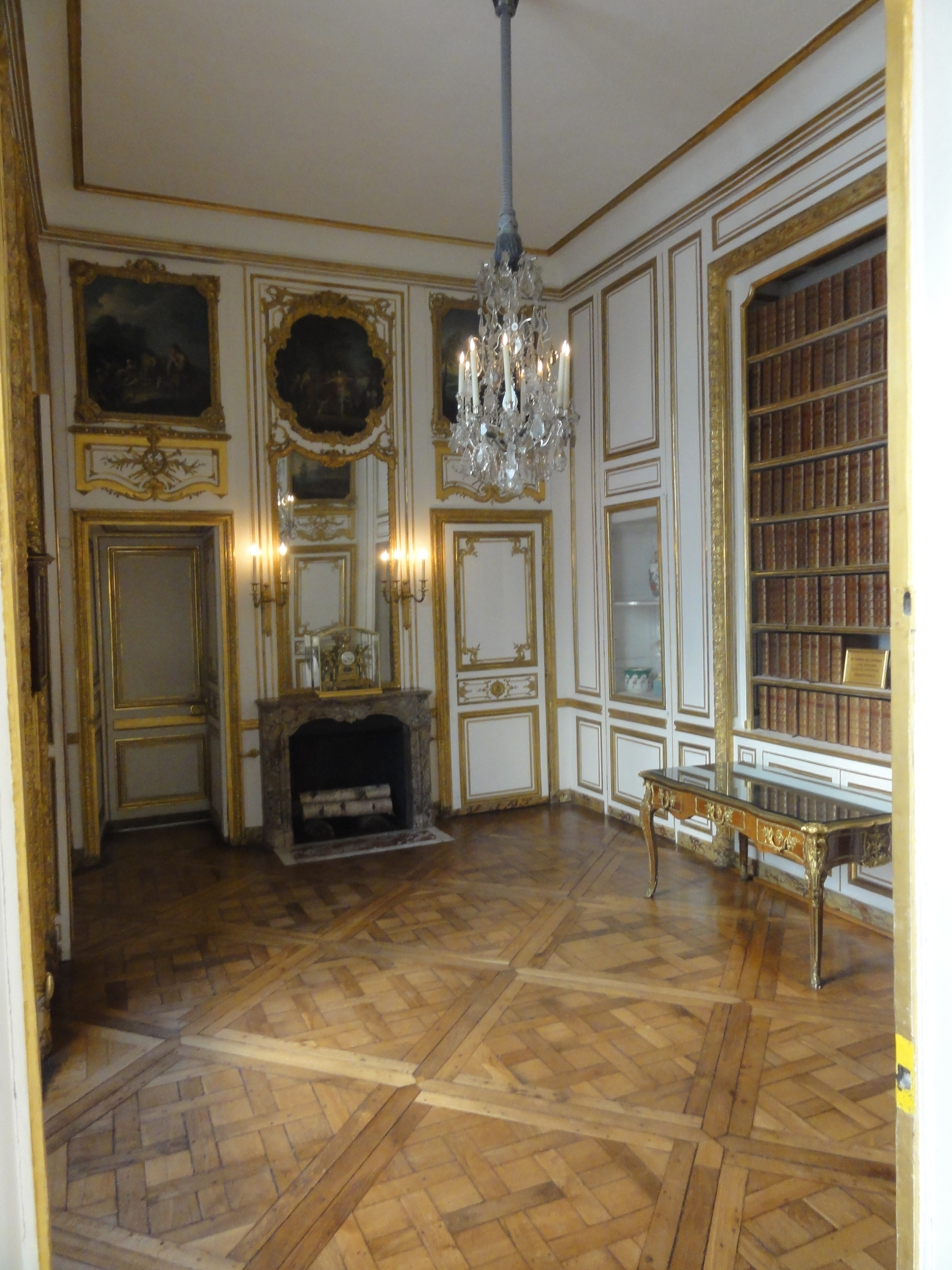
Vista del cabinet des Dépêches.

Il cabinet des Dépêches o arrière cabinet (in italiano: "Gabinetto dei dispacci") è una stanza della reggia di Versailles. Parte del Petit appartement du Roi, prima del cabinet intérieur du Roi, servì come boureau per l'apertura dei dispacci privati o segreti sotto Luigi XV e Luigi XVI.

## Posizione e dimensioni

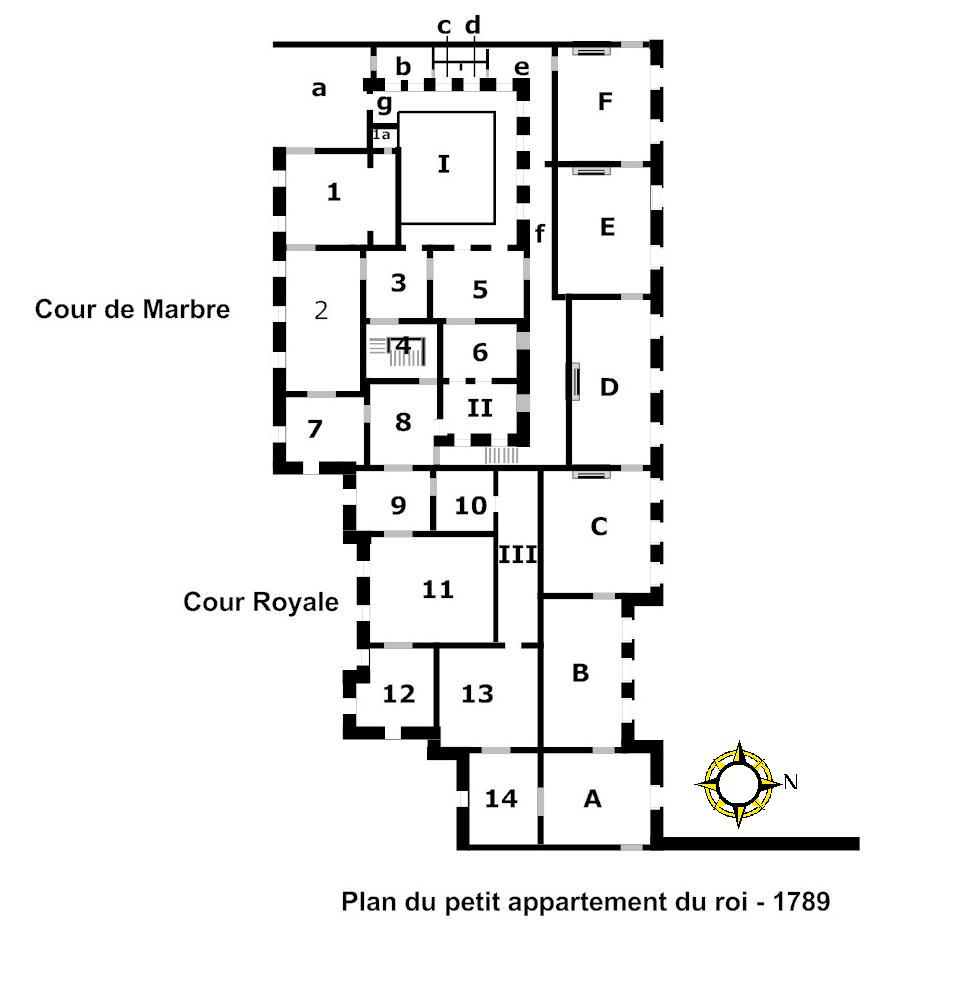
Pianta del petit appartement du roi nel 1789; il cabinet des Dépêches è indicato al n. 8.

Il cabinet des Dépêches è posto nel Petit appartement du Roi, al primo piano della reggia di Versailles.
Il salone comunica a ovest con il cabinet intérieur, a nord con il degré du roi ed a sud con la pièce de la vaisselle d'or.
La sala misura 5,96 m di lunghezza per 4,53 di larghezza ed una altezza di 3,93 m.

## Storia
La sala del cabinet des Dépêches venne costruita nel 1760 rimpiazzando l'antico Salone Ovale, creato per Luigi XIV nel 1692. Questa sala era ornata con colonne corinzie e quattro nicchie nelle quali si trovavano dei bronzi detti Chenets de l'Algarde. Da questo salone si poteva accedere alla piccola galleria ed al cabinet des Coquilles che ospitava la collezione di libri e manoscritti preziosi del re oltre ad una ventina di dipinti di artisti premiati.
Luigi XV fece chiudere questa esposizione. Il cabinet des Coquilles venne rimpiazzato da una scala, il degré du Roi, ed il Salone Ovale venne diviso per formare un « cabinet de chaise » (di toilette). In questo gabinetto il re apriva le lettere personali a lui indirizzate o quelle segrete che provenivano dalle sue spie sparse nel regno come pure le lettere cifrate. Questa diplomazia parallela sarà nota come secret du Roi. La decorazione della sala era essenziale: un tavolo, qualche sedia ed una libreria.
Luigi XVI ribattezzò la sala il cabinet des Dépêches in quanto vi conservò la funzione che tale sala aveva avuto presso suo padre

## Decorazione

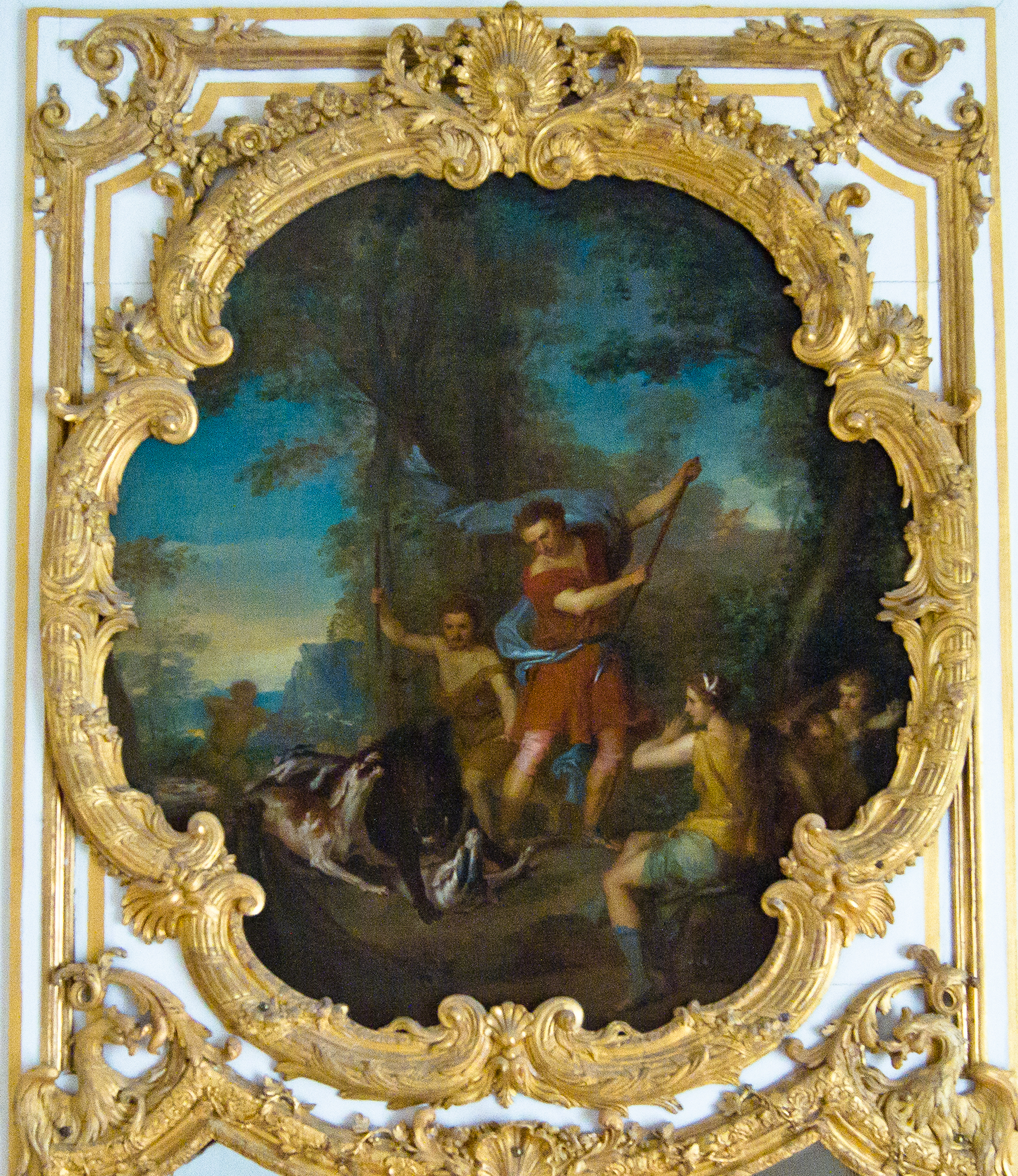
Dipinto del cabinet des Dépêches.

- Pareti coperte da boiseries scolpite e parqueté
- 2 x 3 dipinti di Galloche e di Chavanne[1] nella parte alta della sala
- Un présentoir per Luigi XVI realizzato da Riesener[1]

Il gabinetto venne completamente restaurato nel 1998 quando rimase chiuso per 10 mesi. L'operazione ebbe il costo di 3 milioni di franchi, in gran parte finanziati dal mecenate Chronopost.